# 火箭號

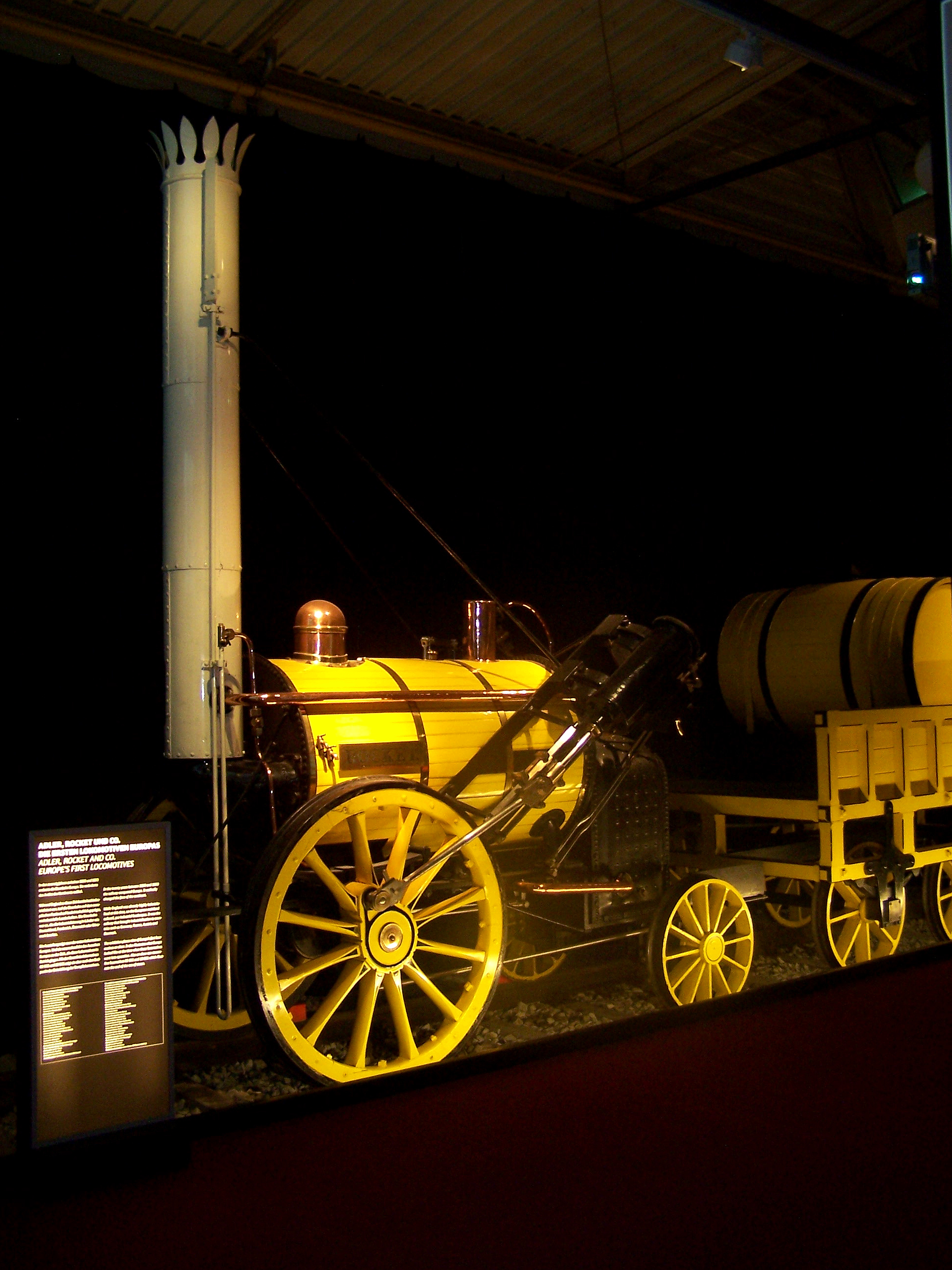
紐倫堡交通博物館的複製品

火箭號（Rocket）是1829年羅伯特·史蒂芬森設計的一輛蒸汽機車。它雖然不是世界上第一輛蒸汽機車，但也集合了當時世界上最先進的技術。其設計在往後的一個多世紀里被其他蒸汽機車所模仿。火箭號現藏於倫敦科學博物館。

## 歷史

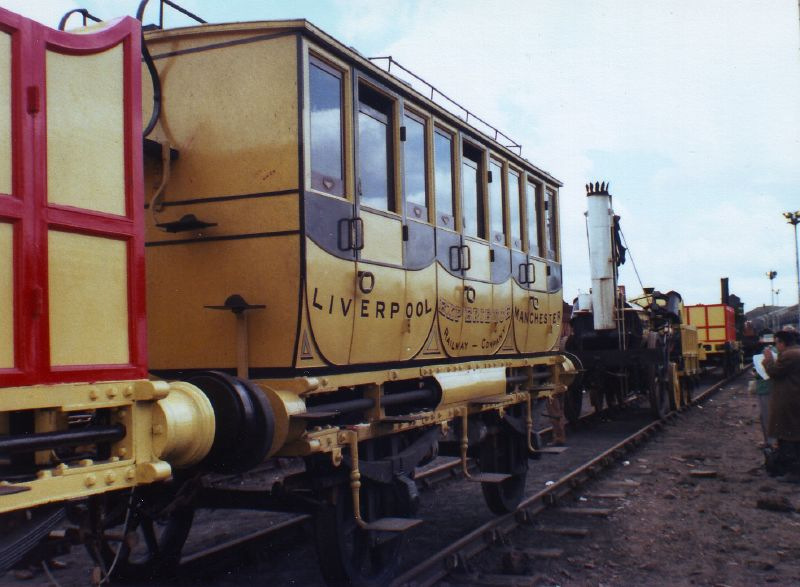
1980年的紀念活動“Rocket 150”上複製品

1830年9月15日利物浦和曼徹斯特鐵路舉辦通車儀式，包括時任英國首相威靈頓公爵在內的許多政要、名人到場祝賀。是日共8輛列車從利物浦站出發開往曼徹斯特，第一輛是喬治·史蒂芬森駕駛的諾森布里亞號（Northumbrian），羅伯特·史蒂芬森駕駛的則是鳳凰號（Phoenix），火箭號由約瑟夫·洛克駕駛。結果火箭號在駕駛過程中撞死了利物浦議員威廉·赫斯基森。
雖然如此，火箭號仍然得以在利物浦和曼徹斯特鐵路上服役，期間引擎經過了數次大幅修改。1836年到1840年間轉到坎伯兰郡的卡萊爾勛爵鐵路（Lord Carlisle's Railway）運行。

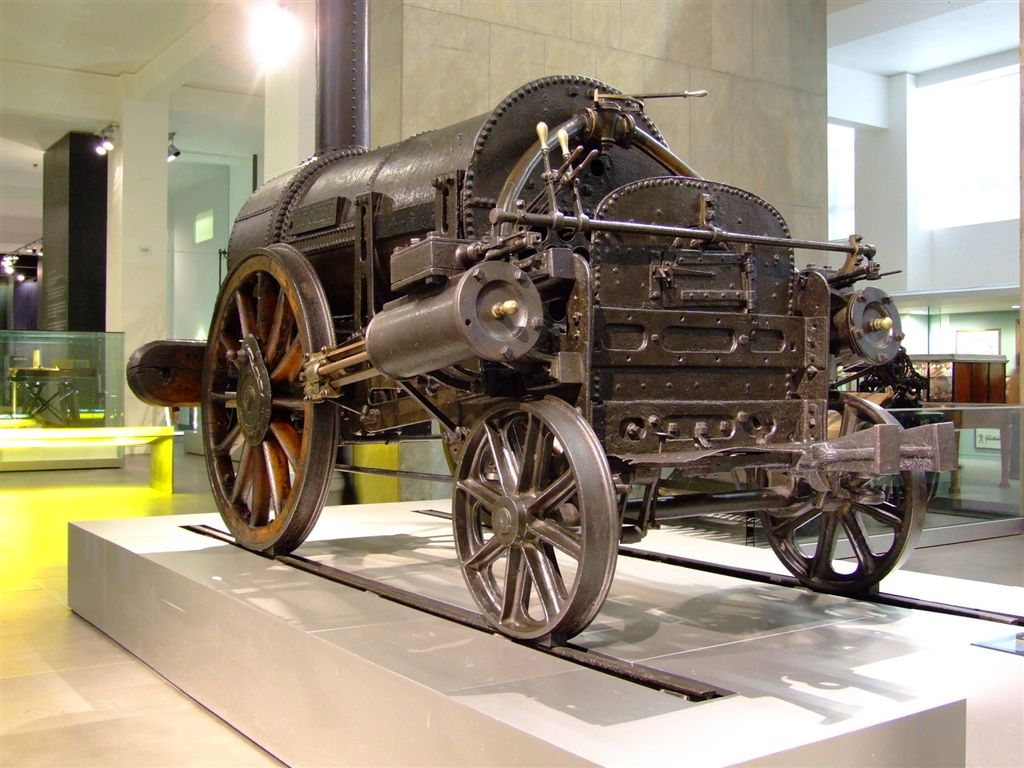
倫敦科學博物館的火箭號

退役后，1862年成為倫敦專利局博物館（Patent Office Museum，即今倫敦科學博物館）的收藏品。

## 外部連結
- The Science Museum – Stephenson's Rocket locomotive, 1829 （页面存档备份，存于）
- The Engineer （页面存档备份，存于） magazine examines the differences between the 1829 and 1830 Rocket, as reprinted in Scientific American Supplement, No. 460, 25 October 1884.
- Scott, Tom.  (youtube).   [3 July 2015]. （原始内容存档于2021-02-08）.